# Grange-over-Sands
Grange-over-Sands − miasto i civil parish portowe w Wielkiej Brytanii, w Anglii, w hrabstwie Kumbria, w dystrykcie (unitary authority) Westmorland and Furness. W 2011 roku civil parish liczyła 4114 mieszkańców.